# Pyxine physciaeformis
Pyxine physciaeformis är en lavart som först beskrevs av Malme, och fick sitt nu gällande namn av Imshaug. Pyxine physciaeformis ingår i släktet Pyxine och familjen Physciaceae.   Inga underarter finns listade i Catalogue of Life.